# Península de Tasman

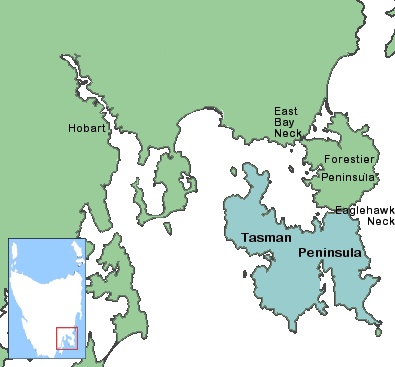
Mapa da Península de Tasman

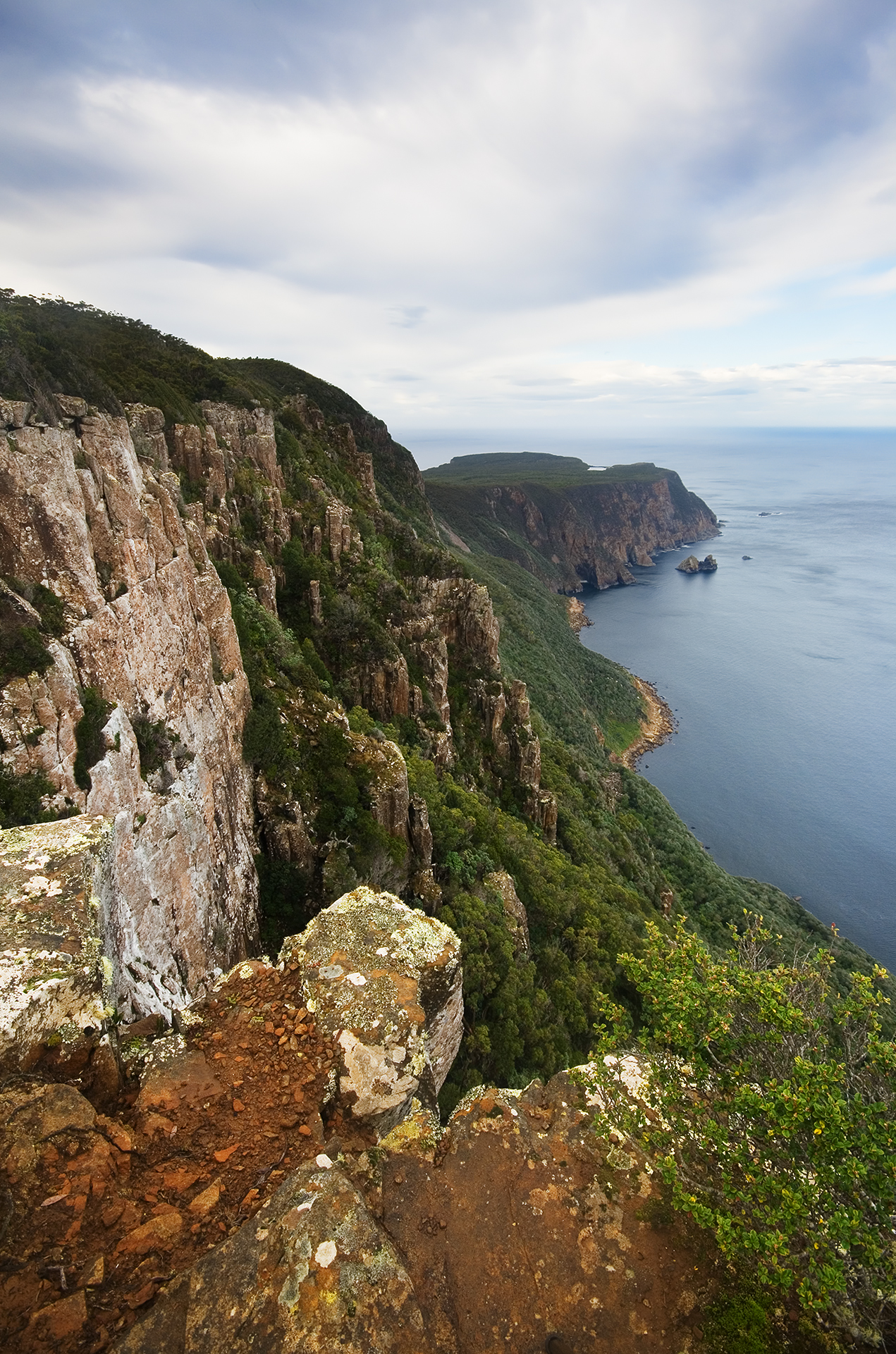
Cabo Raoul, na península de Tasman

A península de Tasman localiza-se a leste de Hobart, no sudeste da Tasmânia, Austrália. Tem seu nome em homenagem a Abel Tasman, primeiro europeu a avistar a Tasmânia.

## Descrição
Muitas cidades menores também estão localizadas na Península de Tasman, as maiores das quais são Nubeena e Koonya. Centros menores incluem Premaydena, Highcroft e Stormlea. O Parque de Conservação, localizado na rodovia principal em Taranna, é uma atração turística local popular, juntamente com o Patrimônio Mundial Port Arthur Historic Site e uma série de praias.
A área de governo local é o Conselho da Tasmânia. A área da península e da área do governo local é de 660 quilômetros quadrados (250 sq mi).

## História
O nome original da área é Turrakana. Os habitantes aborígines desta área que precederam a chegada europeia foram o povo Pydairrerme. Seu território era o que hoje é conhecido como as penínsulas da de Tasman e Forestier. O povo Pydairrerme fazia parte do maior grupo linguístico Paredarerme, cujo território cobria uma grande área da costa leste da Tasmânia. A área recebeu o nome do explorador holandês Abel Tasman após a colonização, mas recebeu o nome duplo em março de 2021.
O primeiro assentamento europeu da península foi Port Arthur, no início da década de 1830. Foi selecionado como um assentamento penal porque estava geograficamente isolado do resto da colônia, mas mais facilmente acessível por mar do que o outro local de banimento secundário, Macquarie Harbour, na costa oeste, que poderia então ser fechado. Ele também tinha excelentes suprimentos de madeira para construção naval e trabalhos de construção em geral, e um porto abrigado profundo onde os navios de guerra britânicos visitantes poderiam ser reparados. Sua inacessibilidade foi reforçada por ter Eaglehawk Neck forrado com guardas e cães de guarda, para evitar a fuga de quaisquer condenados. Um pequeno número escapou, incluindo o bushranger Martin Cash.
O Sítio Histórico das Minas de Carvão, localizado perto da ponta norte a oeste da península, foi originalmente o local de uma mina de carvão operada por condenados.
O assentamento penal de Port Arthur é agora uma atração turística. Como na maior parte do restante do estado, o turismo é uma indústria importante. Bushwalking também é popular no terreno muitas vezes acidentado, particularmente pontos pitorescos sendo o Cabo Raoul e o Cabo Pillar nos extremos sudoeste e sudeste da península, separados pela entrada de Port Arthur.

## Galeria

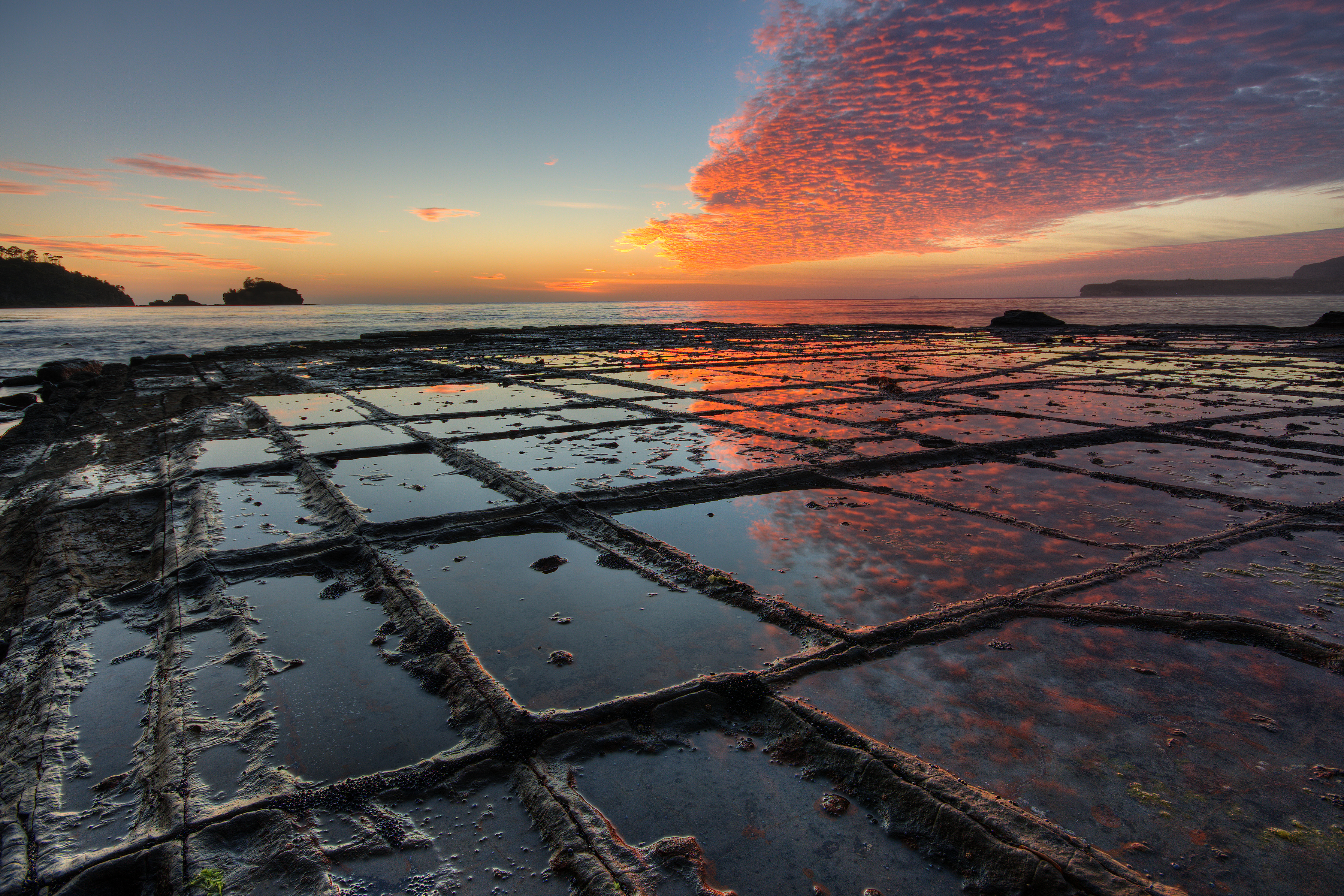
Pavimento tesselado formação rochosa natural
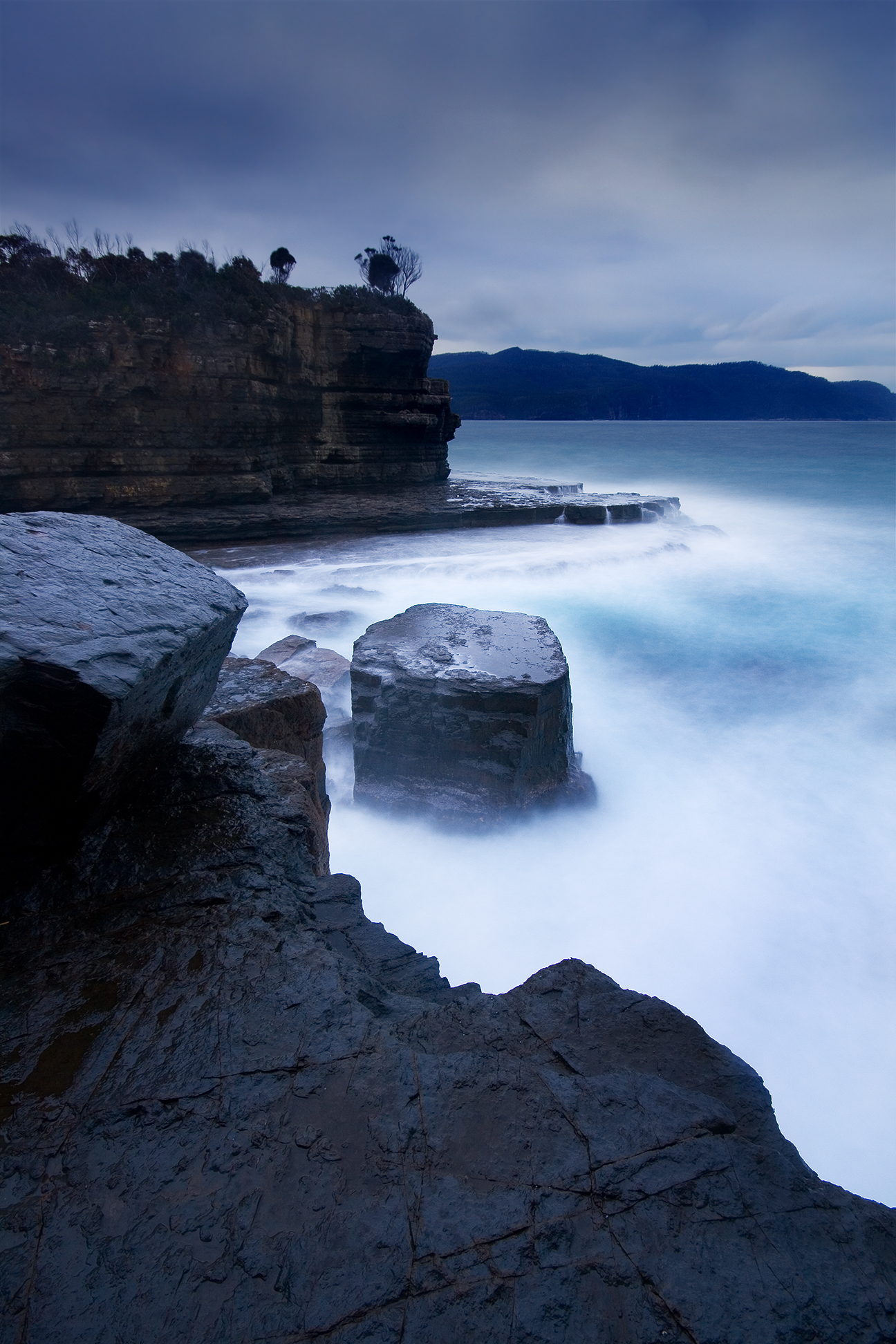
Baía Fossil ao pôr do sol
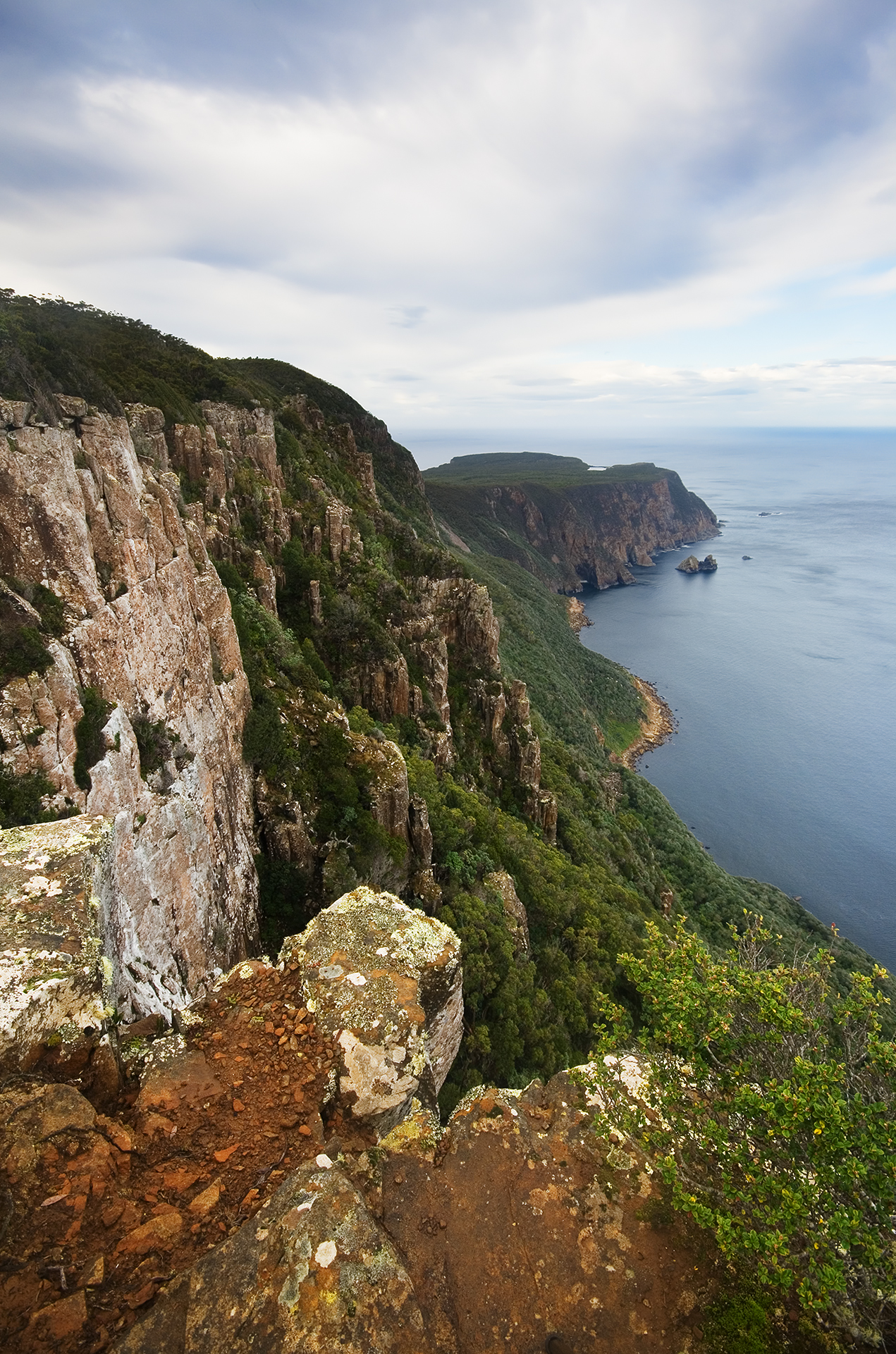
Colunas Doleritas do Cabo Raoul
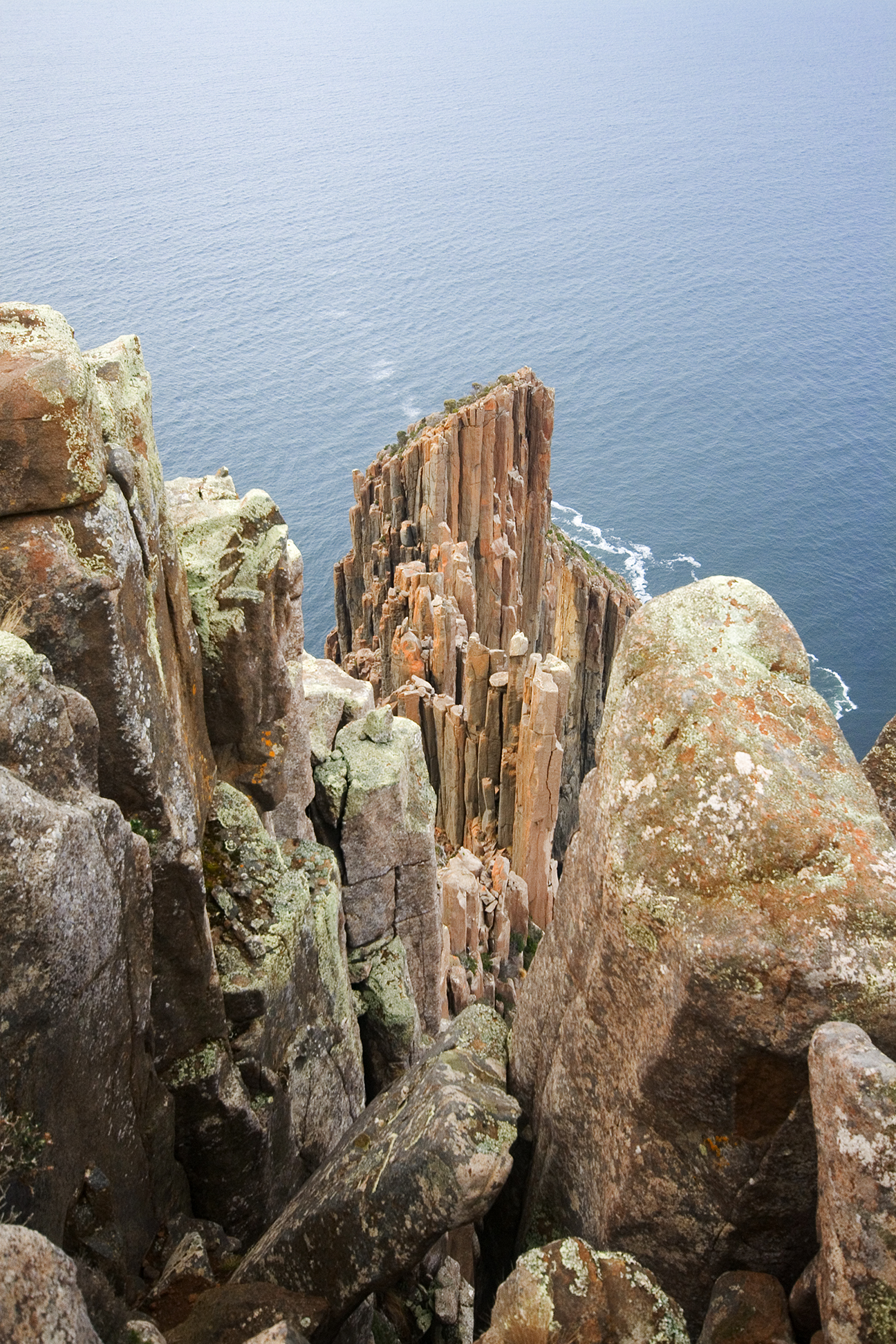
Colunas na ponta da capa
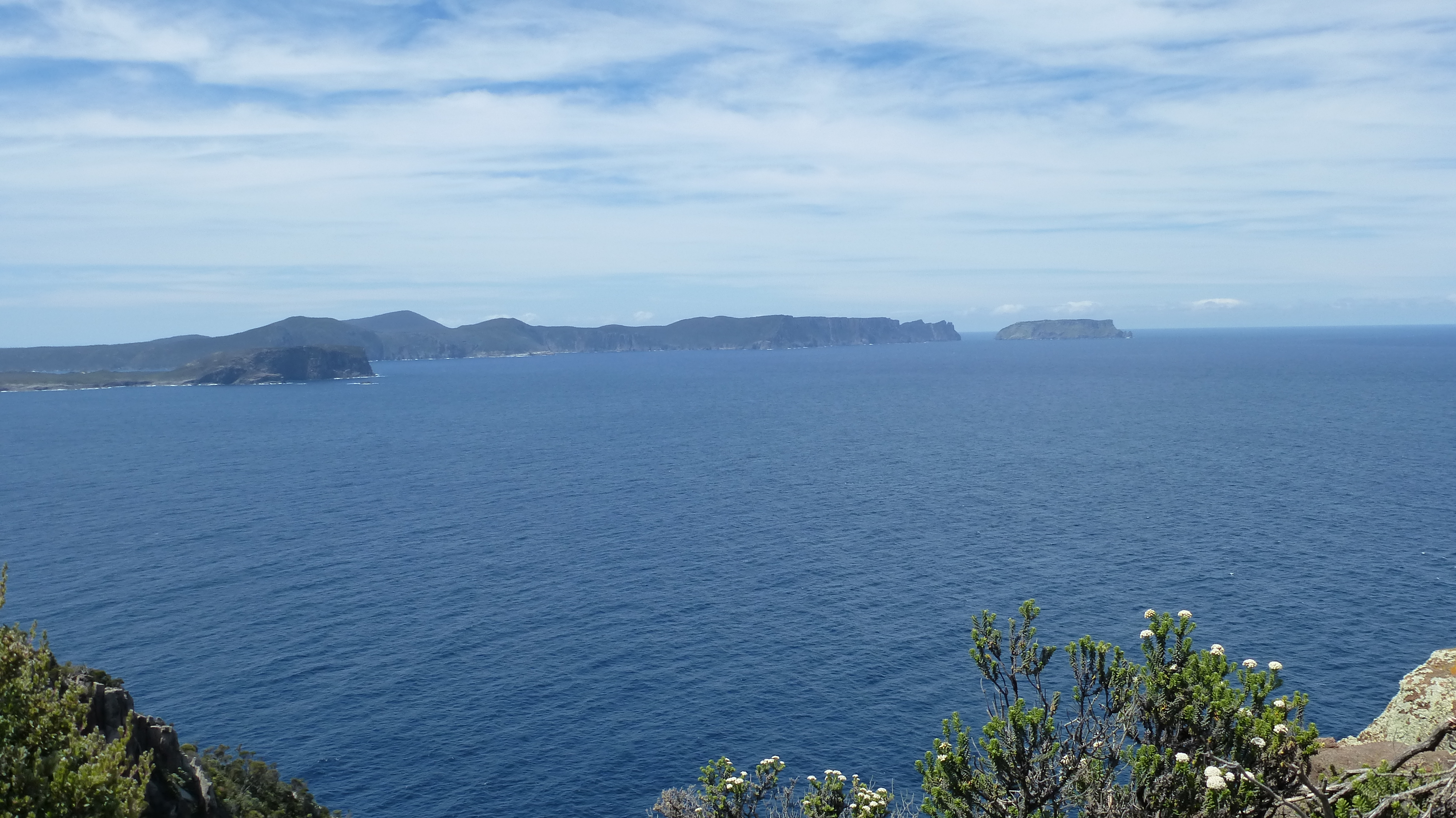
Ilha da Tasmânia e Península da Tasmânia do Cabo Raoul
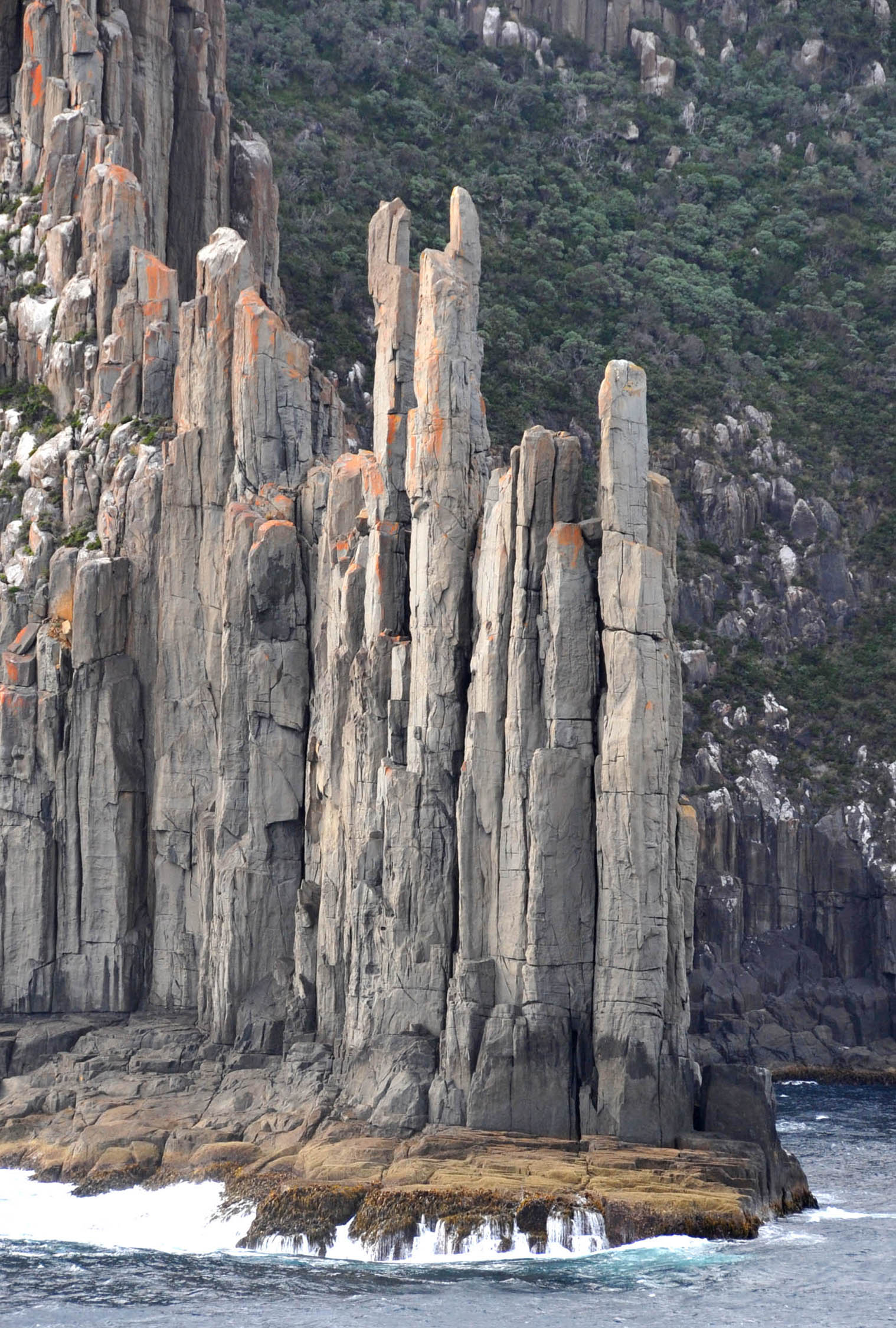
Ponta do cabo do mar